# Grapholita molesta
Grapholita molesta, también conocida como polilla oriental del melocotonero, es una especie de polilla de la familia Tortricidae.Su oruga es una plaga de los cultivos frutales de hueso, especialmente del melocotonero. Con menor intensidad, puede atacar también a otros frutales y especies espontáneas de la subfamilia Maloideae, como perales, manzanos, membrilleros, Cotoneaster y Crataegus
Es originaria de China, pero se ha ido extendiendo por prácticamente todas las zonas frutícolas del mundo, incluso islas como Hawái, Mauricio y Nueva Zelanda. Fue descrita científicamente por Busck en 1916.

## Características
El huevo recién puesto es de color blanco translúcido, luego se vuelve amarillo; es ligeramente convexo, redondo u ovalado y mide aproximadamente 0,7 mm de ancho. La larva adulta tiene una longitud de aproximadamente 12 mm y es de color rosa a casi rojo; la cabeza, el noto protorácico y la placa anal son marrones. Tiene un peine anal encima del ano.
El capullo está formado por hilos de seda y partículas de los objetos sobre los que se ha fijado. La pupa es de color marrón rojizo. 
El adulto tiene una envergadura de 10 a 16 mm y es de color gris oscuro. Cuando está en reposo, las alas se mantienen en una posición similar a un techo sobre el cuerpo y las antenas se doblan hacia atrás sobre las alas. Para una identificación exacta, es necesario examinar los genitalia.

## Ciclo biológico
G. molesta pasa el invierno como una larva adulta, protegida en un capullo. Estos se encuentran en grietas, bajo escamas de corteza, o en el suelo debajo de los árboles infestados, en los restos secos de frutos, restos de poda e incluso en las grietas del suelo. A principios de primavera, a temperaturas superiores a los 10 °C, se produce la pupa. La duración promedio de la etapa de pupa en esta generación es de 16 días, en comparación con una media de 7 días en las generaciones de verano.
El número de generaciones por año varía de cuatro a seisy depende de las condiciones climáticas. Los primeros vuelos pueden verse tan pronto como la segunda quincena de marzo en el hemisferio Norte. Hay de cuatro a cinco picos de vuelo de adultos en abril, junio, julio, agosto y septiembre.
La deposición de huevos comienza entre 2 y 5 días después de que emergen las hembras y continúa durante 7 a 10 días o más. Los huevos son puestos de uno en uno y cada hembra puede poner entre 50 y 200 huevos. El desarrollo del estadio larval dura de 6-22 días, dependiendo de la temperatura, humedad y tipo de alimentación.

## Daños
La larva produce daños tanto en brotes como en frutos. Los individuos de las primeras generaciones afectan los brotes tiernos y cuando éstos comienzan a lignificarse se dirigen a los frutos. La larva, que puede afectar más de un brote, se introduce en el interior del mismo y realiza una galería descendente que termina por secarlo. La planta produce una exudación de goma. En los frutos, las larvas también hacen galerías penetrando por el pedúnculo o en las cercanías del mismo. El daño comienza cuando están verdes, causando también emisión de goma, y alcanza mayor incidencia durante la madurez,cuando pueden ser atacados por hongos como Monilinia, Botrytis o Rhyzopus.